# Ameson
Le Label discographique AMESON créé en 2002 par l’ingénieur du son et productrice Florence Hermitte en collaboration avec le photographe Christophe Peus est actuellement sous contrat d’exclusivité avec le distributeur physique Outhere et avec le label manager Absilone pour le distributeur numérique Believe.
Depuis 2010, des clips d’œuvres sont régulièrement produits en parallèle des enregistrements. Pour deux des références – Á portée de voix et Euphonia – un DVD complet a été adjoint au disque.
Le répertoire musical défendu par Ameson est essentiellement la musique classique et contemporaine. L'implication tant humaine, technique qu’artistique de tous les instants, dans un rapport individuel avec le ou les artistes, reste le vecteur principal de choix et d’engagement du label dans un projet. Pour ces raisons, la sélection du programme, de l'acoustique du lieu d'enregistrement, de la qualité des instruments loués et de la technique d'enregistrement, mais aussi de l’objet-disque avec inclus un reportage photo unique, sont particulièrement étudiés et défendus. 
Florence Hermitte, ingénieur du son de la majorité des projets, est spécialiste des nouveaux micros numériques Neumann, utilisés pour tous les disques depuis 2009.
Les disques Ameson ont reçu de nombreuses récompenses :
- FFFF Télérama, 4* Le Monde de la Musique, 5 Diapasons, 5 Clés Opéra Magazine, …
- Grand prix Académie Charles Cros Musique contemporaine pour Á portée de voix et Harmonie des sphères
- Orphée d’Or Prix du jury - Académie internationale du disque lyrique pour Wanderer Lieder
- Coups de cœur Académie Charles Cros (3), Nouvel Obs (2), Fnac, France-Musique
- Sélection dans les catalogues de Noël de la Fnac et du Figaroscope du disque Marc-Antoine Charpentier
L’artiste Amel Brahim-Djelloul a été nommée aux Victoires de la Musique Classique 2007
1. ↑  « Home », sur www.ameson.fr (consulté le 18 août 2025)
2. ↑  « Home », sur www.ameson.fr (consulté le 18 août 2025)
3. ↑  « Home », sur www.ameson.fr (consulté le 18 août 2025)
4. ↑  « Home », sur www.ameson.fr (consulté le 18 août 2025)
5. ↑  « Home », sur www.ameson.fr (consulté le 18 août 2025)
6. ↑  « Home », sur www.ameson.fr (consulté le 18 août 2025)
7. ↑  « Home », sur www.ameson.fr (consulté le 18 août 2025)
8. ↑  « Home », sur www.ameson.fr (consulté le 18 août 2025)
9. ↑  « Home », sur www.ameson.fr (consulté le 18 août 2025)
10. ↑  « Home », sur www.ameson.fr (consulté le 18 août 2025)
11. ↑  « Home », sur www.ameson.fr (consulté le 18 août 2025)